# Kanton Puylaurens
Kanton Puylaurens is een voormalig kanton van het Franse departement Tarn. Kanton Puylaurens maakte deel uit van het arrondissement Castres en telde 6181 inwoners in 1999. Het werd opgeheven bij decreet van 17 februari 2014 met uitwerking op 22 maart 2015. Alle gemeenten werden opgenomen in het nieuwe kanton Le Pastel.

## Gemeenten
Het kanton Puylaurens omvatte de volgende gemeenten:
- Appelle
- Bertre
- Blan
- Cambounet-sur-le-Sor
- Lempaut
- Lescout
- Poudis
- Puylaurens (hoofdplaats)
- Saint-Germain-des-Prés
- Saint-Sernin-lès-Lavaur